# Erin Mielzynski
Erin Mielzynski (Brampton (Ontario), 25 mei 1990) is een Canadese alpineskiester. Ze vertegenwoordigde haar vaderland op de Olympische Winterspelen 2010 in Vancouver, op de Olympische Winterspelen 2014 in Sotsji en op de Olympische Winterspelen 2018 in Pyeongchang.

## Carrière
Bij haar wereldbekerdebuut, in december 2009 in Aspen, scoorde Mielzynski direct haar eerste wereldbekerpunt. Tijdens de  Olympische Winterspelen van 2010 eindigde ze als twintigste op de slalom.
Op de wereldkampioenschappen alpineskiën 2011 in Garmisch-Partenkirchen eindigde de Canadese als zestiende op de slalom. Op 4 maart 2012 boekte Mielzynski in Ofterschwang haar eerste wereldbekerzege. Op de OS 2014 in Sotsji eindigde Mielzynski 21e op de reuzenslalom.

## Resultaten

### Olympische Spelen
| Jaar | Plaats      | Resultaten                   |
| ---- | ----------- | ---------------------------- |
| 2010 | Vancouver   | 20e Slalom                   |
| 2014 | Sotsji      | 21e Reuzenslalom DNF1 Slalom |
| 2018 | Pyeongchang | 11e Slalom                   |

### Wereldkampioenschappen
| Jaar | Plaats                 | Resultaten                    |
| ---- | ---------------------- | ----------------------------- |
| 2011 | Garmisch-Partenkirchen | 16e Slalom                    |
| 2013 | Schladming             | 17e Slalom                    |
| 2015 | Vail/Beaver Creek      | 6e Slalom                     |
| 2017 | Sankt Moritz           | 15e Slalom                    |
| 2019 | Åre                    | 10e Slalom 9e Landenwedstrijd |

### Wereldbeker
Eindklasseringen
| Seizoen   | Algm | SL  | RS  | PAR | SC  |
| --------- | ---- | --- | --- | --- | --- |
| 2009/2010 | 131e | 58e | -   |     | -   |
| 2010/2011 | 97e  | 35e | -   |     | -   |
| 2011/2012 | 42e  | 15e | -   |     | -   |
| 2012/2013 | 40e  | 13e | -   |     | -   |
| 2013/2014 | 70e  | 30e | 42e |     | 26e |
| 2014/2015 | 42e  | 14e | -   |     | -   |
| 2015/2016 | 54e  | 17e | -   |     | 41e |
| 2016/2017 | 73e  | 24e | -   |     | -   |
| 2017/2018 | 43e  | 15e | -   |     | -   |
| 2018/2019 | 38e  | -   | -   |     | -   |
| 2019/2020 | 70e  | 21e | -   | 46e | -   |

Wereldbekerzeges
| Datum        | Plaats       | Onderdeel |
| ------------ | ------------ | --------- |
| 4 maart 2012 | Ofterschwang | Slalom    |